# 17452 Amurreka
17452 Amurreka è un asteroide della fascia principale. Scoperto nel 1990, presenta un'orbita caratterizzata da un semiasse maggiore pari a 2,9539149 UA e da un'eccentricità di 0,0739658, inclinata di 5,63665° rispetto all'eclittica.